# Vasvár
Vasvár  este un oraș în districtul Vasvár, județul Vas, Ungaria, având o populație de 4.486 de locuitori (2011). 

## Demografie
Componența etnică a orașului Vasvár
     Maghiari (96,36%)
     Romi (1,58%)
     Germani (1,19%)
     Necunoscut (0,35%)
     Alții (0,52%)
Componența confesională a orașului Vasvár
     Romano-catolici (70,55%)
     Fără religie (3,1%)
     Luterani (1,25%)
     Necunoscută (23,76%)
     Alte religii (2,03%)
Conform recensământului din 2011, orașul Vasvár avea 4.486 de locuitori. Din punct de vedere etnic, majoritatea locuitorilor (96,36%) erau maghiari, existând și minorități de romi (1,58%) și germani (1,19%). Apartenența etnică nu este cunoscută în cazul a 0,35% din locuitori.  Din punct de vedere confesional, majoritatea locuitorilor (70,55%) erau romano-catolici, existând și minorități de persoane fără religie (3,1%) și luterani (1,25%). Pentru 23,76% din locuitori nu este cunoscută apartenența confesională.